# Solanum diploconos
Solanum diploconos là loài thực vật có hoa trong họ Cà. Loài này được (Mart.) Bohs miêu tả khoa học đầu tiên năm 1995.